# Morton (Teksas)
Morton – miasto w Stanach Zjednoczonych, w stanie Teksas, w  hrabstwie Cochran. W 2000 roku liczyło 2 249 mieszkańców.